# Antico Caffè Greco

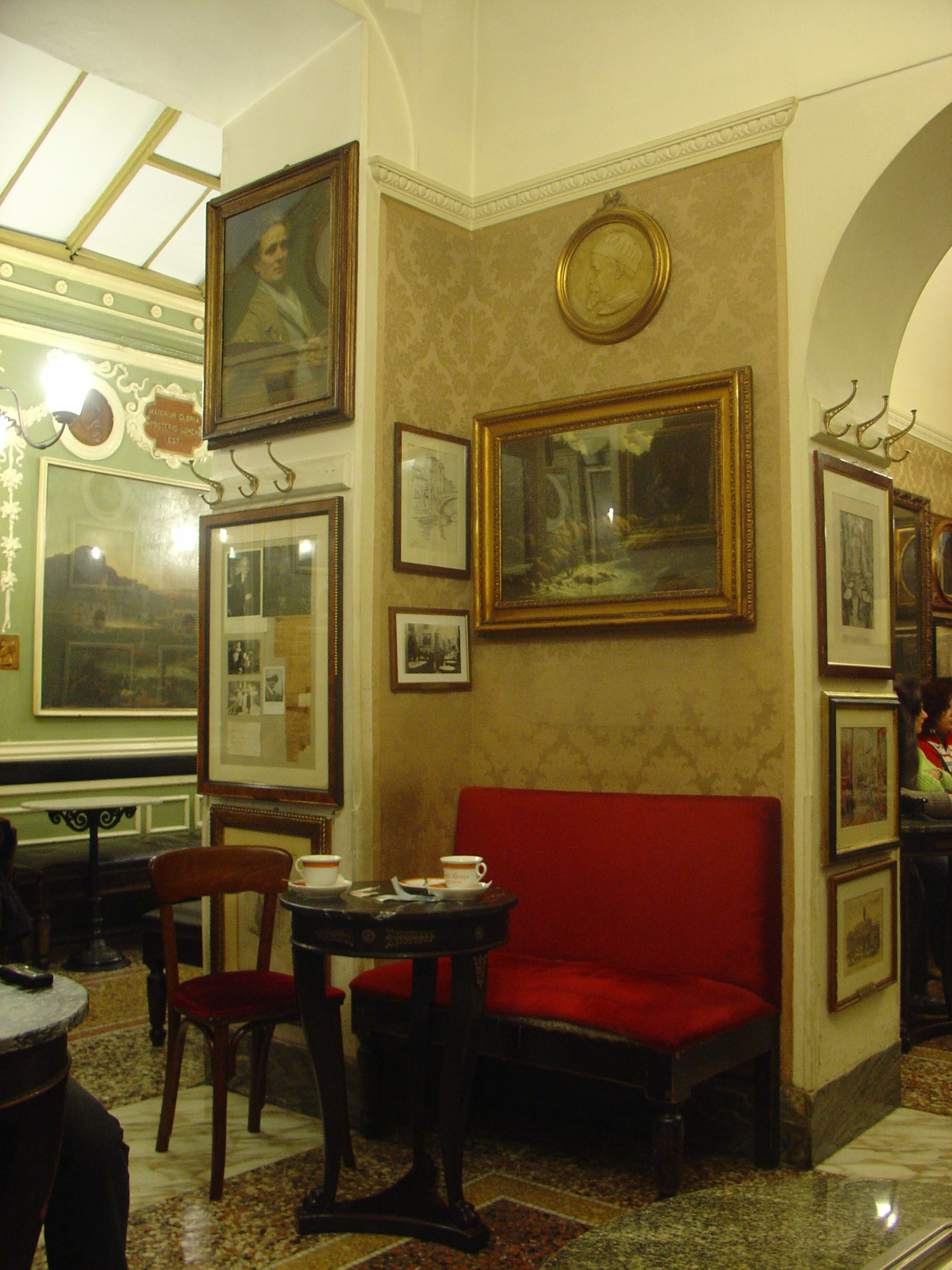
Das Caffè Greco 2008

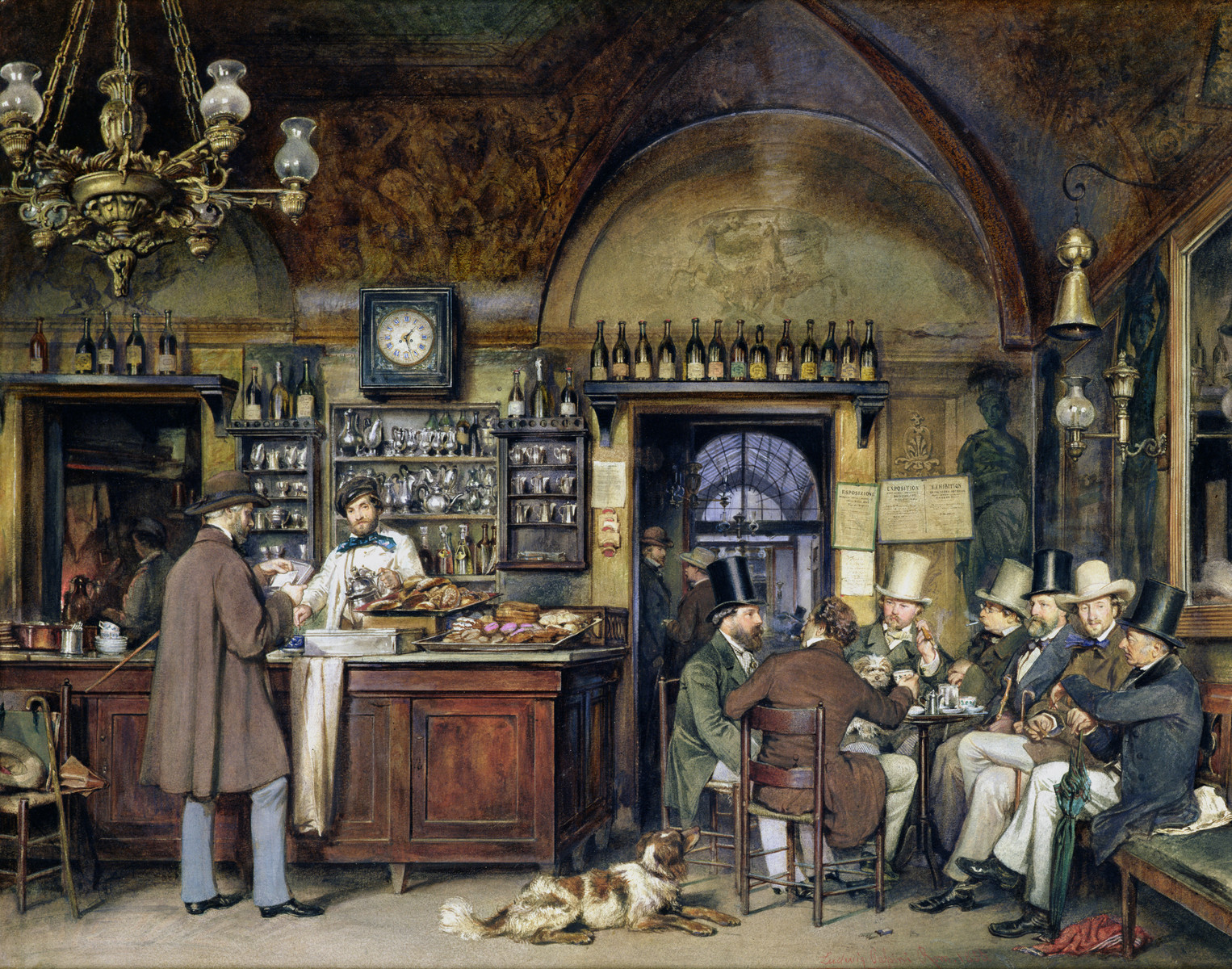
Ludwig Passini: Künstler im Cafe Greco in Rom, 1856

Das Antico Caffè Greco, kurz Caffè Greco, ist ein seit der Mitte des 18. Jahrhunderts existierendes Café in der Via Condotti in der Nähe der Spanischen Treppe. Es war eines der letzten großen Künstlercafés in Rom.

## Geschichte
Das Café wurde von einem Griechen gegründet, was seinen Namen erklärt. Seit 1760 trafen sich dort ausländische, häufig deutsche Maler, Poeten und andere Künstler. Begünstigt wurde dies durch die Nähe des Cafés zu den diplomatischen Vertretungen Frankreichs und Spaniens sowie zu zahlreichen Hotels. Einer Beschreibung von 1804 zufolge war es damals im einfachen Stil einer Gaststätte gehalten. Der bekannteste Gast dürfte Johann Wolfgang von Goethe während seines Romaufenthaltes gewesen sein. Der österreichische Maler Ludwig Passini (1832–1903) hat in seinem Bild Künstler im Cafe Greco in Rom aus dem Jahr 1856 einige Künstlerkollegen wie Wilhelm Wider abgebildet. Das Bild befindet sich in der Hamburger Kunsthalle. Der deutsche Schriftsteller E.T.A. Hoffmann hat dem Caffè Greco im dritten und siebten Kapitel von Prinzessin Brambilla auch ein literarisches Denkmal gesetzt.
Das italienische Kulturministerium erklärte das Café 1953 zum „Monument von historischem und nationalem Interesse“.